# Danh sách địa điểm ở Guatemala
Danh sách những địa điểm ở Guatemala:

## Thànn phố hiện đại và thị trấn quan trọng

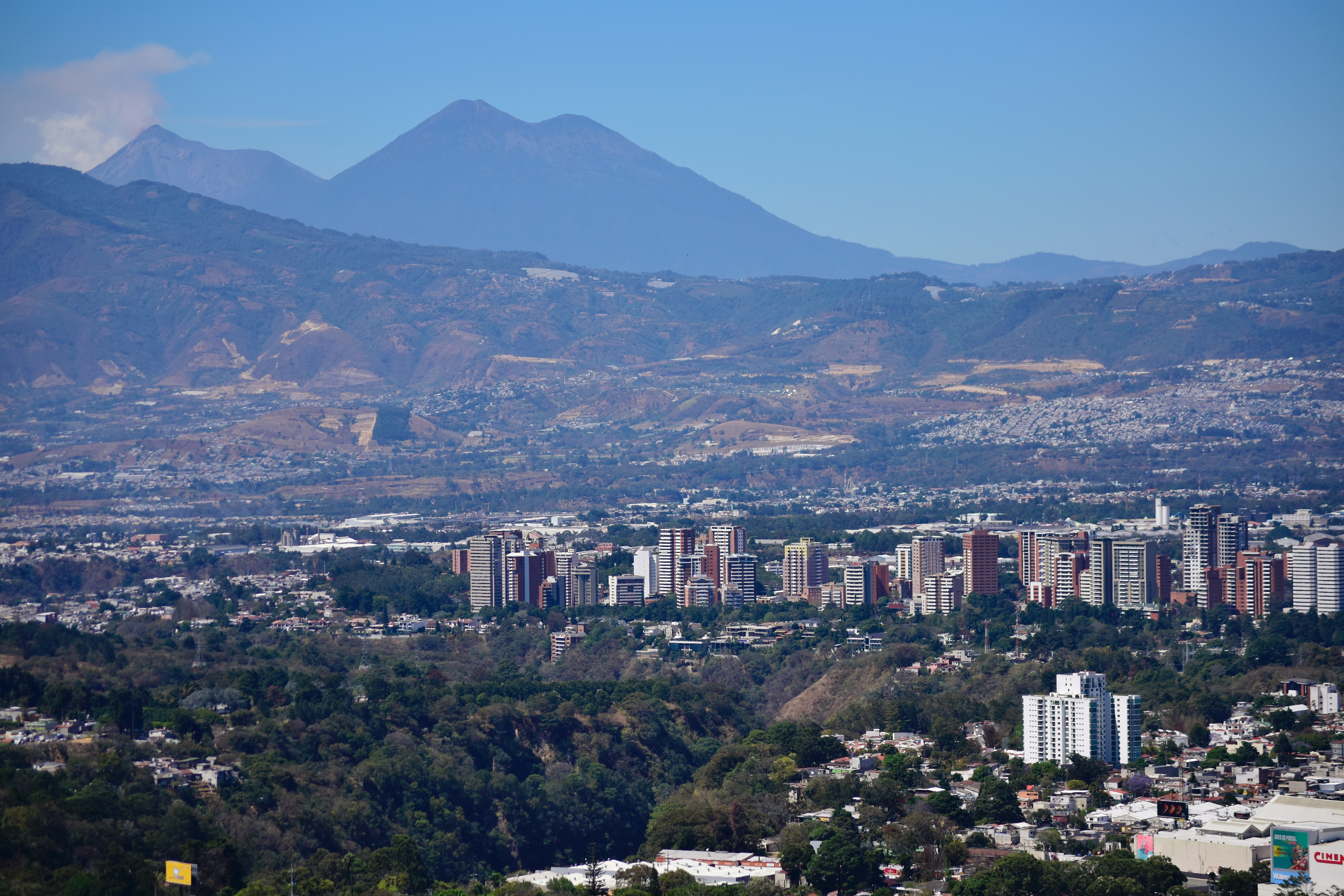
Thành phố Guatemala, thủ đô Guatemala

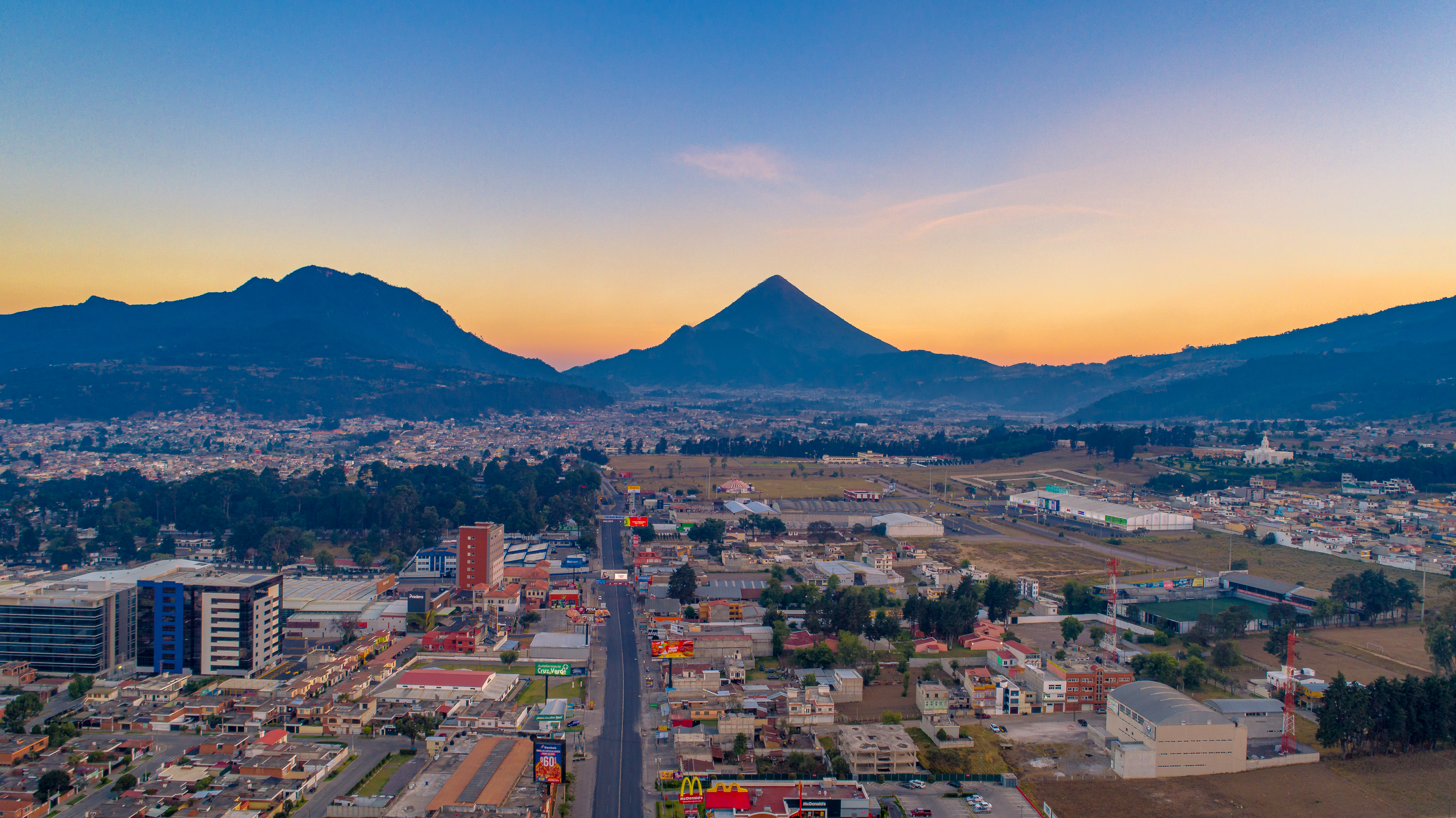
Quetzaltenango

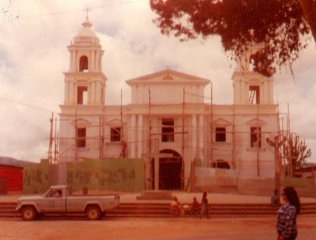
Chimaltenango

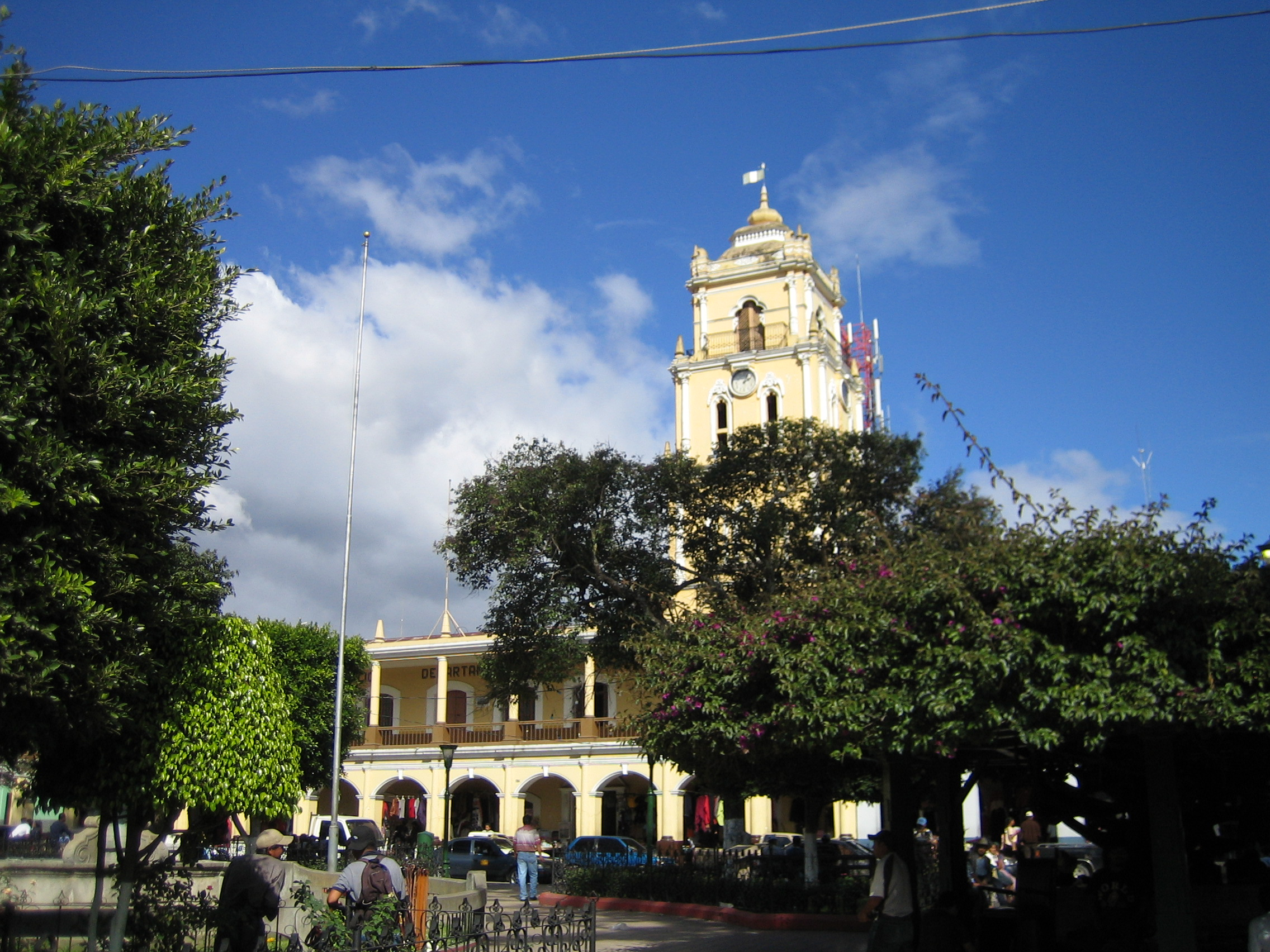
Huehuetenango

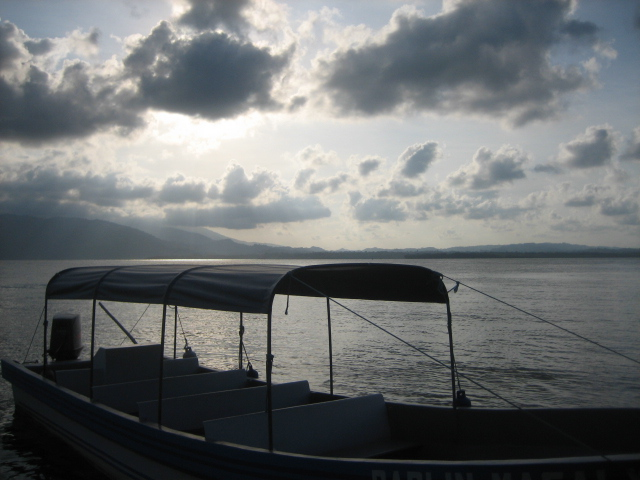
Puerto Barrios

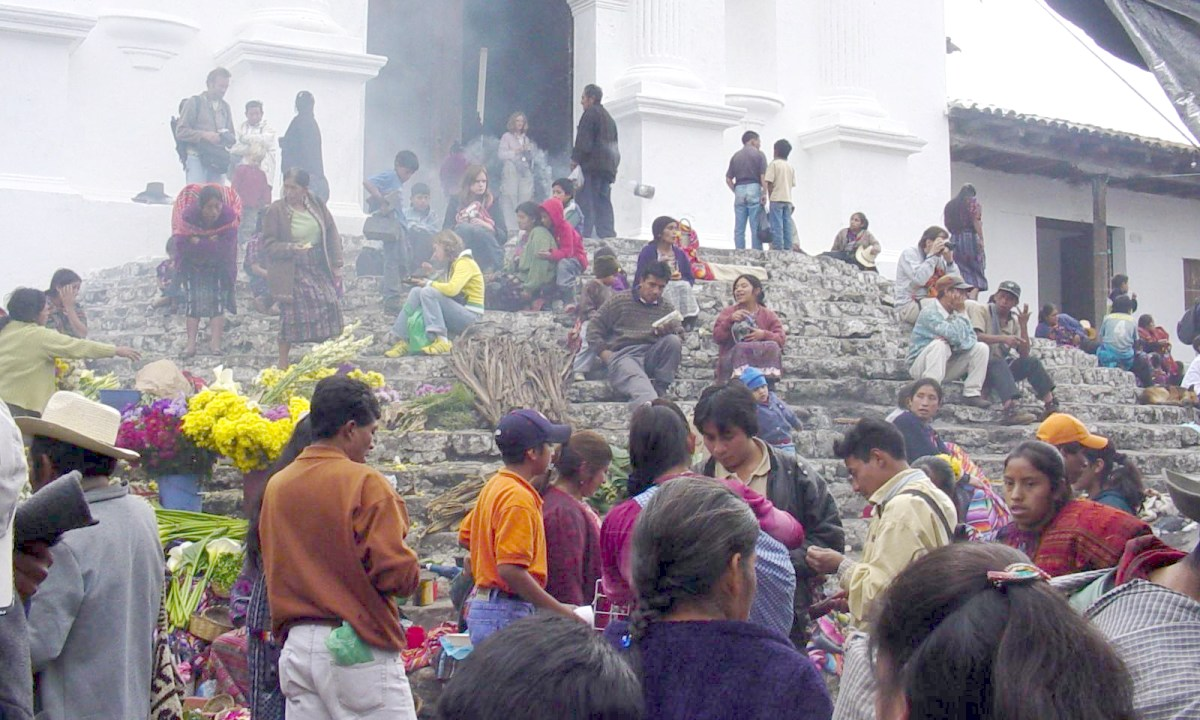
Chichicastenango

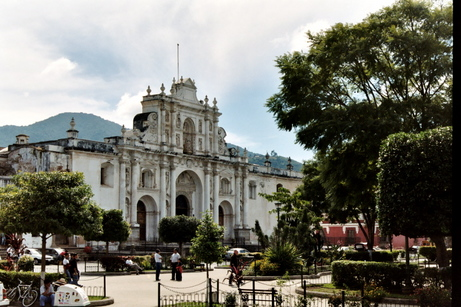
Antigua Guatemala

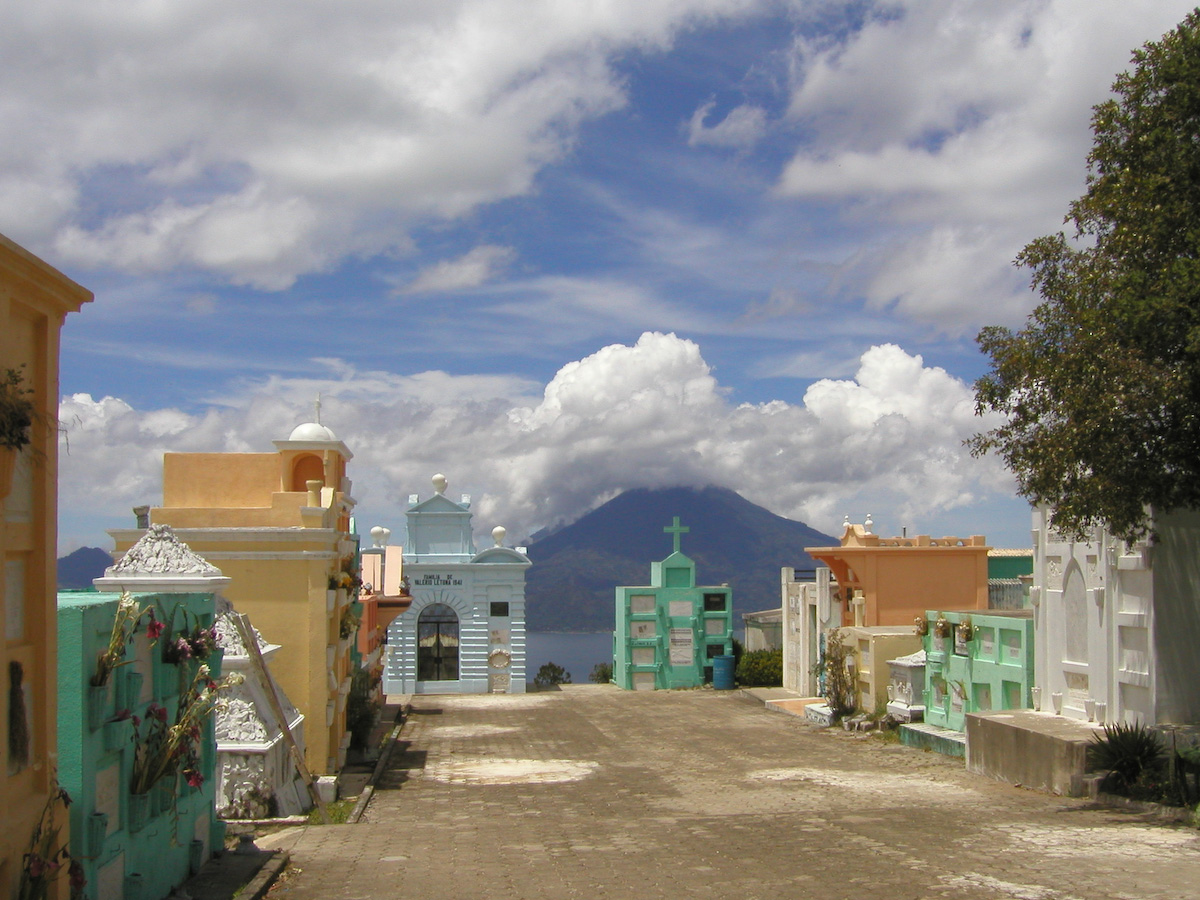
Sololá

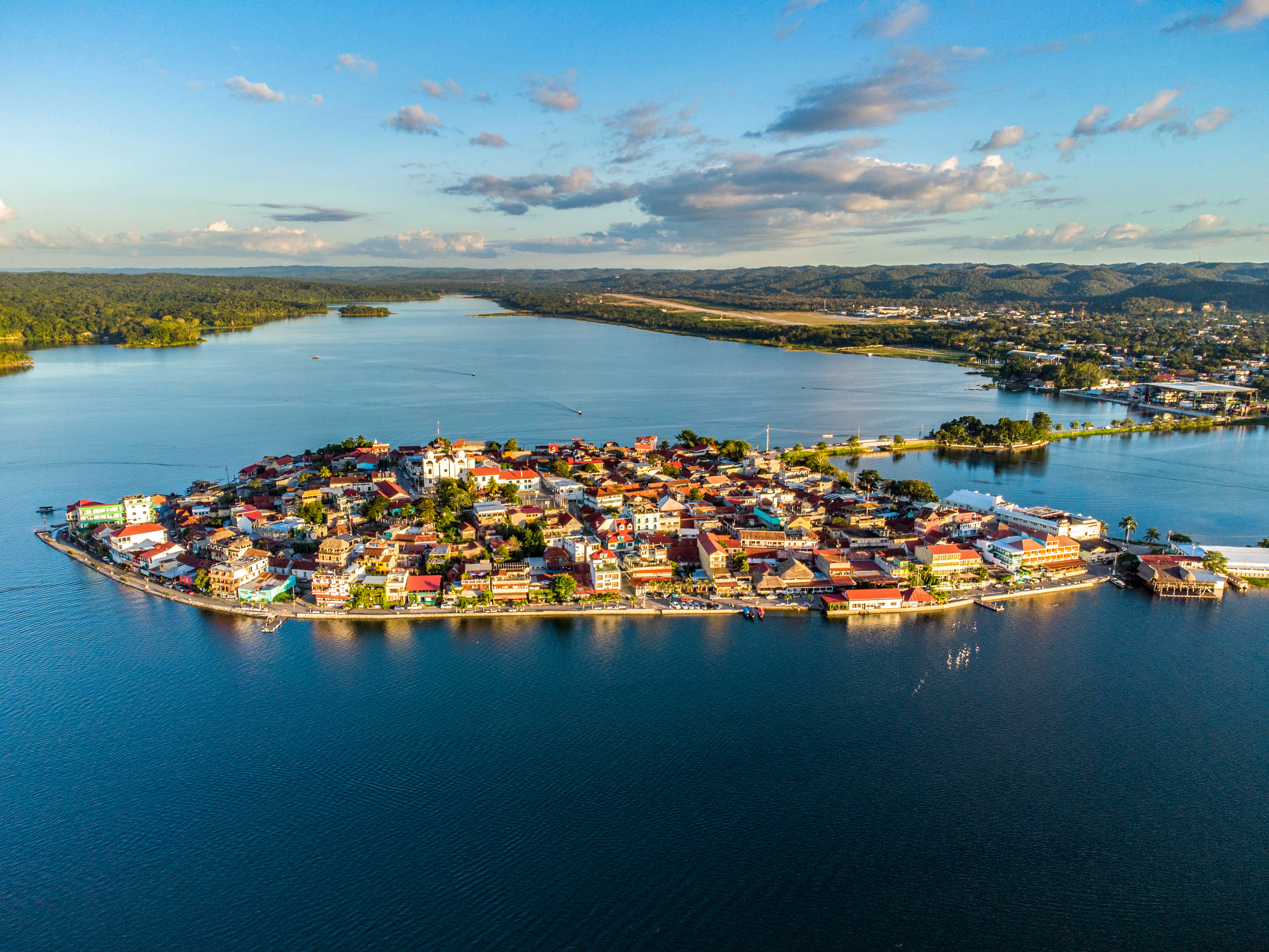
Flores

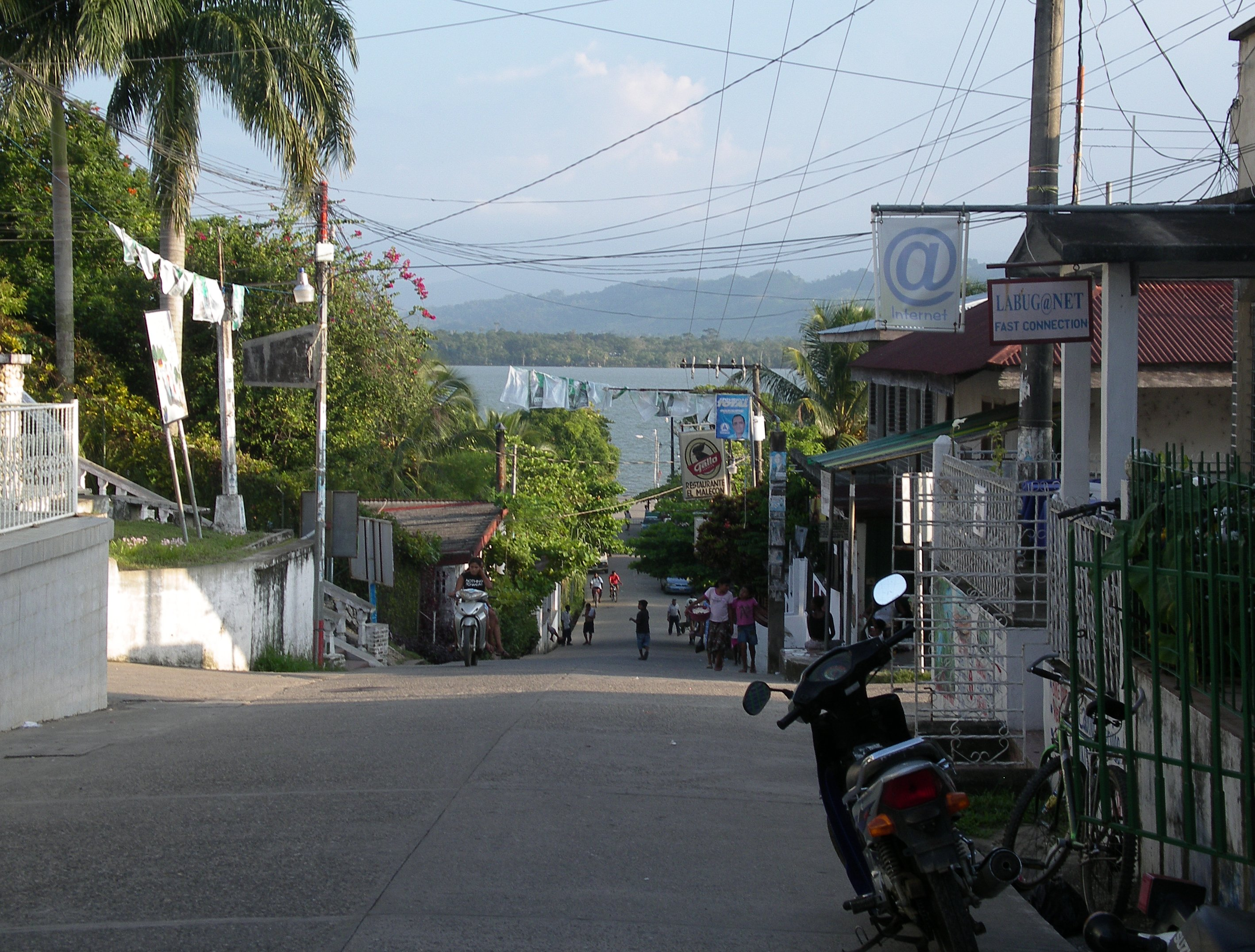
Livingston

Dân số theo điều tra năm 2002.
| Hạng | Thành phố/Thị xã          | Dân số  | Departmento    |
| ---- | ------------------------- | ------- | -------------- |
| 1    | Thành phố Guatemala       | 942.348 | Guatemala      |
| 2    | Mixco                     | 384.428 | Guatemala      |
| 3    | Villa Nueva               | 301.947 | Guatemala      |
| 4    | Quetzaltenango            | 120.496 | Quetzaltenango |
| 5    | San Miguel Petapa         | 94.228  | Guatemala      |
| 6    | Escuintla                 | 86.678  | Escuintla      |
| 7    | San Juan Sacatepéquez     | 81.584  | Guatemala      |
| 8    | Villa Canales             | 77.638  | Guatemala      |
| 9    | Chinautla                 | 77.071  | Guatemala      |
| 10   | Chimaltenango             | 62.917  | Chimaltenango  |
| 11   | Amatitlán                 | 60.924  | Guatemala      |
| 12   | Huehuetenango             | 57.289  | Huehuetenango  |
| 13   | Santa Lucía Cotzumalguapa | 49.480  | Escuintla      |
| 14   | Puerto Barrios            | 48.581  | Izabal         |
| 15   | Cobán                     | 47.202  | Alta Verapaz   |
| 16   | Chichicastenango          | 45.549  | El Quiché      |
| 17   | Santa Catarina Pinula     | 44.974  | Guatemala      |
| 18   | Totonicapán               | 44.762  | Totonicapán    |
| 19   | Coatepeque                | 41.294  | Quetzaltenango |
| 20   | Mazatenango               | 40.281  | Suchitepéquez  |
| 21   | Jalapa                    | 39.301  | Jalapa         |
| 22   | Chiquimula                | 37.602  | Chiquimula     |
| 23   | Retalhuleu                | 34.300  | Retalhuleu     |
| 24   | San Francisco El Alto     | 33.240  | Totonicapán    |
| 25   | Antigua Guatemala         | 32.218  | Sacatepéquez   |
| 26   | San Pedro Sacatepéquez    | 31.783  | San Marcos     |
| 27   | San José Pinula           | 31.436  | Guatemala      |
| 28   | Sololá                    | 30.155  | Sololá         |
| 29   | Zacapa                    | 30.036  | Zacapa         |
| 30   | San Pedro Ayampuc         | 29.663  | Guatemala      |
| 31   | Jutiapa                   | 28,100  | Jutiapa        |
| 32   | Ciudad Vieja              | 25,226  | Sacatepéquez   |
| 33   | San Benito                | 24,792  | Petén          |
| 34   | Palín                     | 24,680  | Escuintla      |
| 35   | Barberena                 | 24,085  | Santa Rosa     |
| 36   | Jacaltenango              | 23,464  | Huehuetenango  |
| 37   | Momostenango              | 22,718  | Totonicapán    |
| 38   | Ostuncalco                | 22,113  | Quetzaltenango |
| 39   | Santa Cruz del Quiché     | 20,870  | El Quiché      |
| 40   | San Marcos                | 19,648  | San Marcos     |
| 41   | Santiago Sacatepéquez     | 19,520  | Sacatepéquez   |
| 42   | Fraijanes                 | 19,454  | Guatemala      |
| 43   | Sumpango                  | 18,910  | Sacatepéquez   |
| 44   | Santa Maria Nebaj         | 18,484  | El Quiché      |
| 45   | Esquipulas                | 18,368  | Chiquimula     |
| 46   | Olintepeque               | 18,150  | Quetzaltenango |
| 47   | Salamá                    | 18,080  | Baja Verapaz   |
| 48   | Tecpán Guatemala          | 17,788  | Chimaltenango  |
| 49   | Puerto San José           | 17,430  | Escuintla      |
| 50   | La Gomera                 | 17,383  | Escuintla      |
| 51   | Patzún                    | 17,346  | Chimaltenango  |
| 52   | Nahualá                   | 17,174  | Sololá         |
| 53   | Cantel                    | 17,121  | Quetzaltenango |
| 54   | Tiquisate                 | 16,801  | Escuintla      |
| 55   | Jocotenango               | 16,692  | Sacatepéquez   |
| 56   | San Cristóbal Verapaz     | 16,445  | Alta Verapaz   |
| 57   | San Andrés Itzapa         | 16,350  | Chimaltenango  |
| 58   | Chicacao                  | 16,154  | Suchitepéquez  |
| 59   | Flores                    | 16,122  | Petén          |
| 60   | Panzós                    | 16,005  | Alta Verapaz   |
| 61   | Gualán                    | 14,977  | Zacapa         |
| 62   | Colomba                   | 14,948  | Quetzaltenango |
| 63   | San Lucas Sacatepéquez    | 14,783  | Sacatepéquez   |
| 64   | Patzicía                  | 14,496  | Chimaltenango  |
| 65   | Poptún                    | 14,442  | Petén          |
| 66   | Asunción Mita             | 14,425  | Jutiapa        |
| 67   | Santa María de Jesús      | 14,418  | Sacatepéquez   |
| 68   | Alotenango                | 14,339  | Sacatepéquez   |
| 69   | Morales                   | 14,231  | Izabal         |
| 70   | Palencia                  | 14,164  | Guatemala      |
| 71   | Cuilapa                   | 14,028  | Santa Rosa     |
| 72   | El Estor                  | 14,019  | Izabal         |
| 73   | Sanarate                  | 13,931  | El Progreso    |
| 74   | San Pablo Jocopilas       | 13,328  | Suchitepéquez  |
| 75   | Malacatán                 | 12,891  | San Marcos     |
| 76   | Chisec                    | 12,775  | Alta Verapaz   |
| 77   | La Democracia             | 12,718  | Huehuetenango  |
| 78   | San Lucas Tolimán         | 12,674  | Sololá         |
| 79   | San Pedro Sacatepéquez    | 12,673  | Guatemala      |
| 80   | El Tejar                  | 12,498  | Chimaltenango  |
| 81   | San Sebastián             | 12,403  | Retalhuleu     |
| 82   | Chiquimulilla             | 12,001  | Santa Rosa     |
| 83   | San Pedro Carchá          | 11,941  | Alta Verapaz   |
| 84   | El Palmar                 | 11,875  | Quetzaltenango |
| 85   | Nuevo San Carlos          | 11,815  | Retalhuleu     |
| 86   | Santa Catalina la Tinta   | 11,722  | Alta Verapaz   |
| 87   | Comitancillo              | 11,679  | San Marcos     |
| 88   | Santa Cruz Barillas       | 11,379  | Huehuetenango  |
| 89   | Patulul                   | 11,259  | Suchitepéquez  |
| 90   | La Esperanza              | 11,258  | Quetzaltenango |
| 91   | Almolonga                 | 11,131  | Quetzaltenango |
| 92   | Salcajá                   | 11,110  | Quetzaltenango |
| 93   | Guastatoya                | 10,776  | El Progreso    |
| 94   | Nueva Concepción          | 10,677  | Escuintla      |
| 95   | Livingston                | 10,613  | Izabal         |
| 96   | Ayutla                    | 10,570  | San Marcos     |
| 97   | San Francisco Zapotitlán  | 10,458  | Suchitepéquez  |
| 98   | Melchor de Mencos         | 10,299  | Petén          |
| 99   | Panajachel                | 10,238  | Sololá         |
| 100  | San Pablo                 | 10,216  | San Marcos     |
| 101  | Chajul                    | 10,095  | El Quiché      |

## Thành phố cổ đã bị đổ nát
- Aguateca
- Cancuen
- Dos Pilas
- El Baul
- Gumarcaj
- Iximche
- Kaminaljuyu
- Machaquila
- El Mirador
- La Joyanca
- Mixco Viejo
- Naranjo
- Nakbé
- Piedras Negras
- Quirigua
- Tikal
- Zapote Bobal

## Đặc điểm tự nhiện
- Biển Caribe
- Đại Tây Dương
- Volcán de Agua
- Volcán de Fuego

### Hồ
| Hồ chính (lagos) ở Guatemala | Hồ chính (lagos) ở Guatemala         | Hồ chính (lagos) ở Guatemala         | Hồ chính (lagos) ở Guatemala |
| Hồ                           | Vị trí                               | Bang (state administrative district) |                              |
| ---------------------------- | ------------------------------------ | ------------------------------------ | ---------------------------- |
| Amatitlán                    | 14.4500 -90.5667 (14°27'N ~ 90°34'W) | Guatemala                            |                              |
| Atitlán                      | 14.7000 -91.2000 (14°42'N ~ 91°12'W) | Sololá                               |                              |
| Ayarza, Laguna de            | 14.4167 -90.1333 (14°25'N ~ 90°08'W) | Santa Rosa                           |                              |
| El Golfete                   | 15.7333 -88.8833 (15°44'N ~ 88°53'W) | Izabal                               |                              |
| Izabal                       | 15.5000 -89.1667 (15°30'N ~ 89°10'W) | Izabal                               |                              |
| Peten Itzá                   | 16.9833 -89.8333 (16°59'N ~ 89°50'W) | El Petén                             |                              |